# Robert Wrenn
Robert »Bob« Duffield Wrenn, ameriški tenisač, * 20. september 1873, Highland Park, Illinois, ZDA, † 21. november 1925, New York, ZDA.
Robert Wrenn je štirikrat osvojil Nacionalno prvenstvo ZDA med posamezniki, v letih 1893, 1894, 1896 in 1897, ter leta 1895 tudi med dvojicami. Leta 1895 je izgubil finale med posamezniki, leta 1886 pa med dvojicami. Leta 1903 je z ameriško reprezentanco nastopil na tekmovanju International Lawn Tennis Challenge, britanska reprezentanca je zmagala z 1:4. Leta 1955 je bil ob ustanovitvi sprejet v Mednarodni teniški hram slavnih.

## Finali Grand Slamov

### Posamično (5)

#### Zmage (4)
| Leto | Turnir                       | Nasprotnik v finalu | Rezultat finala         |
| 1893 | Nacionalno prvenstvo ZDA     | Fred Hovey          | 6–4, 3–6, 6–4, 6–4      |
| 1894 | Nacionalno prvenstvo ZDA (2) | Manliff Goodbody    | 6–8, 6–1, 6–4, 6–4      |
| 1896 | Nacionalno prvenstvo ZDA (3) | Fred Hovey          | 7–5, 3–6, 6–0, 1–6, 6–1 |
| 1897 | Nacionalno prvenstvo ZDA (4) | Wilberforce Eaves   | 4–6, 8–6, 6–3, 2–6, 6–2 |

#### Porazi (1)
| Leto | Turnir                   | Nasprotnik v finalu | Rezultat finala |
| 1895 | Nacionalno prvenstvo ZDA | Fred Hovey          | 6–3, 6–2, 6–4   |

### Moške dvojice (2)

#### Zmage (1)
| Leto | Turnir                   | Partner       | Nasprotnika v finalu       | Rezultat finala |
| 1895 | Nacionalno prvenstvo ZDA | Malcolm Chace | Clarence Hobart Fred Hovey | 7–5, 6–1, 8–6   |

#### Porazi (1)
| Leto | Turnir                   | Partner       | Nasprotnika v finalu | Rezultat finala         |
| 1896 | Nacionalno prvenstvo ZDA | Malcolm Chace | Carr Neel Sam Neel   | 3-6, 6-1, 1-6, 6-3, 1-6 |